# 競馬学校
競馬学校（けいばがっこう）は、競馬についての専門的な教育を行う教育訓練施設。世界各国に設置例あり。
- 上記のうち、日本中央競馬会が運営する「日本中央競馬会競馬学校」。本項で記述。

日本中央競馬会競馬学校（にっぽんちゅうおうけいばかいけいばがっこう）は、千葉県白井市の千葉ニュータウン西白井地区にある、日本中央競馬会（以下「JRA」）の騎手および厩務員の候補生を育成する機関、および施設である。
「学校」という名称ではあるが、あくまでもJRAに付属する教育訓練施設であり、学校教育法に規定される専修学校や各種学校ではない。
開校は1982年3月23日（騎手課程・厩務員課程のそれぞれの第1期生の入学式は騎手：4月12日、厩務員：4月1日）。馬事公苑の分苑（騎手養成所）を前身とする。
なお、地方競馬（平地）の騎手養成機関としては地方競馬教養センターがある。

## 概要
3年制の騎手課程と、半年間の厩務員課程の2課程から成っている。
生徒は全て寮に入る全寮制（期間中は年末年始などの帰省時期、及び後述の2年次10月-3年次9月（実践課程・前期）の配属予定先厩舎での研修期間中を除き学校内の生徒寮で合宿生活を送る）で規則正しい生活環境をこなしつつ、必要な訓練が行われている。騎手課程は1学年あたり概ね10名強、厩務員課程は約25名で構成される。
騎手課程では騎手としての基礎体力訓練から騎乗技術、厩舎での厩務訓練等を行う。中でも騎手課程在籍者にとって一番神経を使うのは体重管理で、在学中はもちろん、厩舎実習中も減食等で体重を年齢によって定められた値に維持しなければならない。また実践課程後期（3年次）の秋〜卒業式当日には走路や中山競馬場を使っての模擬レースも行われており、現役騎手がエキストラ騎乗する10月中旬のレースや競馬場での模擬レースは2019年までは一般公開され、誰でも観覧することができたが、新型コロナウイルス感染拡大のため2020年以降は一般公開は休止となり、YouTubeのJRA公式チャンネルによるライブストリーミング配信に変更されていたが、2023年の競馬学校での模擬レースは抽選による限定条件ながら、4年ぶりに一般公開された。
厩務員課程は競走馬に調教騎乗できる実力を養成すべく募集が行われているので、育成牧場などでの労働経験と騎乗の経験がなければ入学はほぼ不可能である（願書には牧場での勤務期間、1Fの追い切りタイムを記入する欄もある）。訓練期間は半年間で、調教訓練、厩舎・競走馬管理、装蹄などの訓練が行われる。
中央競馬では新規の騎手（一部の新規調教師）免許の発行、騎手免許の更新の基点を毎年3月1日に定めている（競馬開催の年度と原則的に調教師免許の発行・更新は1月1日となっている）。
なお、地方競馬教養センターと異なり、調教師課程、調教助手課程は存在しない。

## 施設
かつては中山競馬場の白井分場（1961年開場）として現役競走馬の調教が行われていた。1966年に事業を開始した千葉ニュータウン地区にも組み込まれたが、1978年の美浦トレーニングセンター開場に伴い白井分場の厩舎群も美浦に移転した。残された施設は翌1979年4月より「馬事公苑白井分苑」としてリニューアルされ、中央競馬の騎手養成業務の一部を移した。1982年に競馬学校として改組、全面移転。敷地総面積はおよそ26万3000平方メートル。
- 馬場（芝・ダートなど6種類[2]）
- 覆馬場（室内馬場）
- 体育館
- 寮（公正寮）
- 装蹄所
- 診察馬房
- 厩舎（ジャパンカップなど、日本の国際指定競走に出走を予定している外国馬及び海外遠征から成田国際空港へ帰国した中央馬が、ここで輸入検疫を行っている[注釈 3]）

## 募集時期
- 騎手課程 年1回（入学4月）
- 厩務員課程 年2回（春季募集：入学3月〔4月生〕・6月〔7月生〕、秋期募集：9月〔10月生〕・12月〔1月生〕）

## 騎手教育課程

### 概要
システムとしては、馬事公苑の騎手養成課程（長期）を引き継ぎ、3年間の全寮制による養成を経て乗馬経験のない者であっても騎乗技術を身に着けることができるようカリキュラムが構成されている。入学の時点で生徒数を絞り込んで少数精鋭による訓練を行う方針が採用されており、1学年の生徒数は10名ほどで、1人の担任と2人の教官が担当する。寮については1年生に3人部屋、2年生以上に個室が与えられる。深夜3時から4時にかけて調教が始まる中央競馬の慣習に対応できるよう、起床時間は5時40分に設定されている（夏場は4時40分）。
なお、日曜日は休校日で外出が認められている。校外からのお菓子の買い出し・持ち込みは一切厳禁とされている（校内の売店である場合は後述の通り条件付きで可）が、校内の食堂にはカルシウムを補給する為の煮干しがありそれは自由に食べることができる。
教官については、騎手経験者が採用されるケースがあり、徳吉一己（退官、現：競馬評論家）、坂本勝美、蓑田早人（退官）、横山賀一、小林淳一らが務めている。小林は競馬学校騎手課程卒業者（8期生）からの採用である。
入学した4月から2年生の9月15日までは、基礎課程として競馬学校にて基礎力を養成する。授業科目には実技訓練と学科とがあり、授業時間の比率はおよそ2:1である。実技訓練については、1年目はほとんどが基礎的な馬術に関するもので、2年目からプロの騎手のようにモンキー乗り（競走姿勢と呼ばれる）をとっての訓練が始まる。学科には競馬法・馬学・馬術学のほか、高校卒業者と同程度の一般常識を習得させるべく、英語・国語・数学などの一般科目もある。
基礎課程の終了した日の翌日（進級日）からは実践課程となる。実践課程の前期として10月から1年間、美浦と栗東のトレーニングセンターで、実際に厩舎スタッフの一員となり実習を行う。3年生の10月からは実践課程後期として、競馬学校で学習を行う。この時期には訓練の総まとめとして、中央競馬の競馬場のコースを使った模擬レースが行われる。騎手免許試験の受験はこの時期に行われ、2月に口頭試問および技能試験と合格発表が行われる。卒業時に最も成績優秀だった生徒にはアイルランド大使特別賞（後述）が贈られる。
卒業直前に現役騎手を特別講師に招いての授業が行われることもあり、一例を挙げると20期生では武豊が、25期生では藤田伸二が騎手候補生に対して講義を行っていた。
在学中の成績や怪我など、諸事情によって留年となる場合もある。留年となる具体的な基準等は一般には非公開だが、一例として第3期生で入学した芹沢純一は卒業試験直前に落馬骨折でこれを受験できずに留年し（翌年卒業）、また第24期生で入学した平野優のケースでは「精神面での弱さがあった」として、牧場などでの実習が追加で課されたことが明らかにされている（第26期生として卒業）。菱田裕二は第27期生で入学したが、「精神項目」という部分で恐怖心やプレッシャーに打ち勝つ力が弱いため1年生をもう一度やるように言われ留年し、第28期生として卒業した。第36期生で入学した古川奈穂は在学中の負傷により脱臼癖となっていた左肩の手術を受けるため、3か月休学したことで進級試験を受験できず留年、翌年に第37期生として卒業している。女性騎手では同様に大江原比呂（2024年免許取得、第38期→第39期）も留年を経験している。
馬事公苑時代は、長期騎手課程は2年目の5月から翌年明けまで厩舎実習、3月に卒業の2年制だった。卒業後は「騎手候補生（下乗り）」として生徒でも騎手でもない身分で、卒業後に騎手免許試験を受験する必要があった。
競馬学校の場合、現在では短期の騎手養成課程が無く、JRAの厩舎に下乗りとして入り調教師の下で騎乗技術を修得し騎手免許試験を直接受験し合格して騎手免許を取得する、俗に「一発試験」などと呼ばれる手法での騎手免許取得も現実的に見て不可能である。この事から競馬学校騎手教育課程はJRAの組織に直接入って騎手となるための実質的な唯一のルートとなっている。ただし、競馬学校開校後のJRAにおいて、過去に騎手免許の取得経験がない者がいわゆる「一発試験」型で騎手免許取得に成功した数少ない例として、小牧加矢太（2022年免許取得、馬術競技からの転向）と坂口智康（2024年免許取得、調教助手からの転業）の2例ある。

### 騎手課程の主な行事
- 4月 - 入学式
- 5月 - 東京競馬場で東京優駿（日本ダービー）を見学（2年次）
- 7月 - サマーキャンプ（1年次）
- 8月
  - 入学1次試験
  - 地元白井市名産の梨狩り体験（1年・2年次）
- 9月 - 1年間の厩舎実習開始（2年次）
- 10月
  - 入学2次試験・合格者発表
  - 競馬学校での模擬レース（3年次・一般公開あり）
- 11月
  - 卒業試験（3年次）
  - 東京競馬場での昼休み時に実施する模擬レース（3年次）
- 12月
  - マラソン大会
  - クリスマス会
  - 餅つき大会
- 1月 - 中山競馬場での昼休みに実施する模擬レース（3年次）
- 2月 - *騎手免許試験、卒業式

第26期生以降の模擬レースは「競馬学校チャンピオンシップ○○○○」（○○の中には西暦年が入る）と題する半年間のシリーズとなり、ポイント形式で総合優勝が争われている。

### 生徒の選抜方法
応募資格として学歴・年齢・身体的特徴などの要件が定められている。このうち学歴および年齢については、中学卒業見込みまたは中学卒業以上でありかつ、入学時の年齢が20歳以下とされているが、実際には高校を卒業する頃には訓練を受けるのに必要な身体の柔軟性が失われるという理由から、高校卒業者の合格は困難とされる。身体面については、身長体重が一定水準以下であることが要求され、入学審査においては本人だけではなく家族の体格も考慮される。
応募資格は以下の通りである。
- 競馬学校入学時に中学校卒業以上の学歴を有する者、又はこれと同等以上の学力を有すると認められる者、競馬学校入学時の4月1日時点で15歳以上20歳未満の者
- 年齢区分毎に定められた体重以下の者
- 両眼で0.8以上、かつ、左右ともに0.5以上の者（矯正可）。矯正器具を用いる場合は、ソフトコンタクトレンズのみ使用可
- 騎手として業務を行うのに支障がない者
- 以下のいずれにも該当しない事
  - 精神の機能の障害により馬の調教又は騎乗を適正に行うに当たって必要な認知、判断及び意思疎通を適切に行うことができない者並びに破産者で復権を得ない者
  - 禁錮以上の刑に処せられた者
  - 競馬法、日本中央競馬会法、自転車競技法、小型自動車競走法又はモーターボート競走法の規定に違反して罰金の刑に処せられた者
  - 競馬法施行令第10条第1項第4号の規定により日本中央競馬会、都道府県又は指定市町村が行う競馬に関与することを禁止され、又は停止されているている者
  - 集団的に、又は常習的に暴力的不法行為その他の罪に当たる違法な行為で暴力団員による不当な行為の防止等に関する法律施行規則第1条各号に掲げるものを行うおそれがあると認めるに足りる相当な理由がある者

応募者のうち募集資格を満たす者に対し、一次試験と二次試験が課される。一次試験では学力と基本的な身体能力を、二次試験ではバランス感覚など騎手に要求される身体能力が審査される。また、試験と同時に身体計測・健康診断も行われる。合格者に対しては入学直前の3月下旬に体験入学が実施される。
スポーツ特別入試制度は一次試験における運動機能検査が免除される他、JRAジュニアユースのメンバーは、中学3年の7月に実施する騎手課程第1次試験免除者選定試験に合格した場合に限り、一次試験が免除される。
スポーツ特別入試制度の対象となる者は以下の通りである。
- 馬術競技に関しては、願書提出開始日から遡って1年3か月以内に「全日本ジュニア馬術大会（障害・馬場・総合）」「国民体育大会」「全日本高等学校馬術競技大会」「全日本高等学校馬術選手権大会」「日本乗馬少年団連盟馬術選手権大会」のいずれかで上位8位以内に入っていること
- 馬術以外のスポーツに関しては、願書提出開始日から遡って1年3か月以内に日本中学校体育連盟及び全国高等学校体育連盟が主催する全国大会に出場もしくは願書提出以降に日本中学校体育連盟及び全国高等学校体育連盟が主催する全国大会の出場資格を得た者（団体競技に関しては、全国大会の予選に選手登録されていること。補欠出場でも全国大会出場とみなす）

入学前の規定の体重の維持は厳守で、体験入学の際に体重が基準を超過していると、その時点で入学内定を取り消される場合もある。
応募者数については、開校当初はおよそ60-70名であったが、1985年に100人を超えた後増加を続け、第二次競馬ブームとなった1990年代後半には約700名を数えた。その後減少を続け、2000年代後半の時点で約150名、2025年入学の44期生では198名だった。

### 退学・入学辞退
競馬学校騎手課程では体重管理や健康面に関する各種問題などから毎年の様に中途退学者が出ており、元から生徒（騎手候補生）の数が少ない少数選抜型の教育課程ではあるが、さらに入学時と卒業時を比較して数名減となるのが通例となっており、半数以下となった期もある。
これは第一に、負担重量という形で体重に厳格な制限が存在する騎手という職業に就く事を目的とした教育機関である以上、体格について絶対的な上限が存在し、特に体重については卒業後に至るまで過酷なまでの制約が終始ついて回り続けるなど、職業生命にも関わることが大きな要因になっている。在学中に第二次性徴の影響によって想定以上に身長が伸び体重も増加し、過重な減量を迫られた末に自己管理や食事制限の限界を超え心身に変調を来たしたり、厳しい食事制限に耐えられない等の理由で退学に追い込まれた事例もある。
その他、騎手課程への入学内定から入学までの間に身体が成長するなどして減量などの問題が発生し、騎手課程への入学辞退を余儀なくされるケースも見られる。現在では骨密度測定などにより、今後の成長度合を予想した上で身長が高くなりすぎると判断されたものは入学を断念させるケースが見られる。
他方で、近年の生徒の退学にはJRA側の事情も垣間見られる。2005年度の入学生以降、JRAは競馬学校について見直しを行い、受益者負担の原則を導入するなど運営方針を大幅に変更した。これに伴って授業料や食費など保護者の経済的負担が大幅に増加したことなども要因となって、競馬学校騎手課程への受験者が大幅に減少しており、相対的に見れば受験者もまた質的な面で一時期ほど際立った高水準の者が揃わなくなったが、選抜基準は維持あるいは上昇し、合格者・入学者が減少することとなった。一方で、近年では見習騎手にもデビューと同時に技術と結果がより強く要求される時代となるなどの要素が重なった結果、騎手課程では育成カリキュラムの大幅な強化が行われ、これに付いていけない生徒が退学するケースが少なからず発生する様になる。
この様な状況の末、2008年3月の騎手デビューは僅か3名という事態になり、この世代では3年次の恒例行事となっている12月の中山競馬場での昼休みの模擬レースが行えず、「騎乗供覧」という形でのお披露目を余儀なくされた。2018年3月の騎手デビューも2008年の最少記録と並ぶ3人であったが、2008年時とは異なり、模擬レースについては数名の現役騎手と騎手経験のある競馬学校の教官を助っ人として借り出す形で対処して実施した。
入学内定者と卒業生の氏名はJRAから発表されるが、騎手課程の生徒の中途退学や入学内定者の辞退について報じられることは少ない。1992年には第11期生として3人の女性が入学したが1994年までに全員退学し、そのうち1人からは競馬学校側から退学を強要されたと主張され、民事訴訟を提起される事態となった。1999年には石崎駿の病気による退学、2009年には入学前にボクシングで実績を挙げていた原隆二の退学（およびプロボクシングジムへの入門）が報じられた。同じく2009年には12年ぶりの女性騎手を目指して入学した女性がいたが、脳腫瘍を患い翌年に退学している（2013年に20歳で死去）。また、カナダでリーディングジョッキーになった木村和士は競馬学校を2015年に入学しているが、その後自主退学し、2018年にカナダでデビューしている。それら以外でも、騎手・元騎手の関係を見渡しても津留千彰の息子の津留和希、鷹野宏史の子息、北村浩平の弟、張田京の息子の張田昂、柴田善臣の息子の柴田健登、40期生の女性騎手候補生だった朝倉雪月などが中途退学あるいは入学辞退をしている。なお、石崎駿の退学の際には、地方競馬のトップジョッキーであった父の石崎隆之が退学が決まった駿を迎えに行ったが、その際「騎手の道は中央だけじゃないですから」と言ったといい、これも1つのきっかけとなって駿の退学の真相については、競馬マスコミ・競馬ライターなどの間で競馬学校の内部事情や体質なども含めて様々な憶測や噂を呼ぶことになった。
なお競馬学校では退学の措置のほかに、素行不良者に対して停学の措置もある。過去に停学処分を受けたことが明らかになっている人物としては藤田伸二などがいる。

### アイルランド大使特別賞
アイルランド大使特別賞は競馬学校卒業時に、特に騎乗技術が優秀だった者に対してアイルランド大使より贈られる。1994年より制定された。
- 1994年度（第10期） 吉田豊[40]
- 1995年度（第11期） 野元昭嘉[要出典]
- 1996年度（第12期） 牧原由貴子[41]
- 1997年度（第13期） 武幸四郎[42]
- 1998年度（第14期） 池添謙一[43]
- 1999年度（第15期） 北村宏司[44]
- 2000年度（第16期） 鈴来直人[45]
- 2001年度（第17期） 難波剛健[46]
- 2002年度（第18期） 柴原央明[要出典]
- 2003年度（第19期） 長谷川浩大[47]
- 2004年度（第20期） 津村明秀[48]
- 2005年度（第21期） 塚田祥雄[49]
- 2006年度（第22期） 田中克典[50]
- 2007年度（第23期） 田中健[51]
- 2008年度（第24期） 三浦皇成[52]
- 2009年度（第25期） 国分優作[53]
- 2010年度（第26期） 高倉稜[54]
- 2011年度（第27期） 嶋田純次[55]
- 2012年度（第28期） 長岡禎仁[56]
- 2013年度（第29期） 伴啓太[57]
- 2014年度（第30期） 木幡初也[58]
- 2015年度（第31期） 鮫島克駿[59]
- 2016年度（第32期） 木幡巧也[60]
- 2017年度（第33期） 川又賢治[61]
- 2018年度（第34期） 西村淳也[62]
- 2019年度（第35期） 斎藤新
- 2020年度（第36期） 泉谷楓真
- 2021年度（第37期） 松本大輝
- 2022年度（第38期） 角田大河[63]
- 2023年度（第39期） 小林勝太[64]
- 2024年度（第40期） 高杉吏麒[65]
- 2025年度（第41期） 遠藤汰月

## 歴代卒業生
出典：日本中央競馬会「卒業者名簿」「若手騎手一覧」
1985年度（第1期）
- 石橋守△
- 岩戸孝樹△
- 上籠勝仁
- 柿元嘉和✚
- 柴田善臣○
- 須貝尚介△
- 田島裕和
- 谷口一明
- 玉井智光✚
- 林満明
- 福有稔
- 武藤善則△
- 山田和広

1986年度（第2期）
- 北川和典
- 清山宏明
- 熊沢重文
- 小谷祐司
- 新屋健二郎
- 瀬古正明
- 松永幹夫△
- 森勝義
- 山本康二
- 横山典弘○

1987年度（第3期）
- 伊藤暢康
- 蛯名正義△
- 合谷喜壮
- 塩村克己
- 芹沢純一
- 武豊○
- 寺島祐治
- 長峰一弘
- 町田俊夫

1988年度（第4期）
- 内田浩一
- 岡潤一郎✚
- 菊沢隆徳△
- 岸滋彦
- 千田輝彦△
- 藤原英幸
- 町田義一
- 横田雅博

1989年度（第5期）
- 小野次郎△
- 小池隆生
- 佐伯清久
- 佐藤哲三
- 高橋明
- 田中勝春△
- 角田晃一△
- 水流添久（五十嵐へ改姓）✚
- 山田泰誠

1990年度（第6期）
- 江田照男○
- 小原義之
- 北沢伸也
- 久保田英敬
- 沢昭典
- 玉ノ井健志✚
- 浜野谷憲尚
- 牧田和弥△
- 村山明■

1991年度（第7期）
- 河北通
- 郷原洋司
- 四位洋文△
- 土谷智紀
- 徳吉孝士
- 橋本広喜
- 日吉正和■
- 藤田伸二
- 宝来城多郎
- 水野貴広△
- 安田康彦

1992年度（第8期）
- 上村洋行△
- 菊沢隆仁
- 後藤浩輝✚
- 小林淳一
- 高橋康之△
- 橋本美純
- 横山義行
- 吉永護

1993年度（第9期）
- 飯田祐史△
- 伊藤直人
- 亀山泰延
- 川合達彦
- 小林徹弥✚
- 嶋田高宏
- 藤井正輝
- 宗像徹

1994年度（第10期）
- 岩部純二○
- 植野貴也
- 菊地昇吾
- 小林久晃
- 高山太郎
- 田口大二郎
- 幸英明○
- 吉田豊○
- 渡辺薫彦△

1995年度（第11期）
- 青木芳之✚
- 石山繁
- 金折知則
- 西田雄一郎△
- 西谷誠○
- 野元昭嘉
- 矢原洋一
- 山本康志

1996年度（第12期）
- 柴田大知○
- 柴田未崎
- 高橋亮△
- 田村真来
- 常石勝義
- 福永祐一△
- 古川吉洋○
- 細江純子
- 牧原由貴子（現姓：増沢）
- 和田竜二○

※この世代は特に「競馬学校花の12期生」と呼ばれる。
1997年度（第13期）
- 秋山真一郎△
- 池田鉄平
- 板倉真由子
- 今村康成
- 江田勇亮○
- 押田純子
- 勝浦正樹
- 武幸四郎△
- 田村宏之
- 仲田雅興
- 武士沢友治
- 松田大作
- 村田一誠△

1998年度（第14期）
- 池添謙一○
- 荻野要
- 酒井学○
- 白浜雄造
- 竹之下智昭
- 太宰啓介○
- 中谷雄太
- 野崎孝仁
- 穂苅寿彦

1999年度（第15期）
- 宇田登志夫
- 菊池憲太
- 北村宏司○
- 佐藤年毅
- 白坂聡
- 高田潤○
- 高橋智大
- 武英智△
- 二本柳壮

2000年度（第16期）
- 梶晃啓
- 嘉藤貴行△
- 金子光希○
- 小林慎一郎
- 鈴来直人
- 田嶋翔
- 西原玲奈
- 畑端省吾△
- 服部剛史

2001年度（第17期）
- 石神深一○
- 大沢辰也
- 大庭和弥
- 川島信二
- 小坂忠士○
- 田中亮
- 柄崎将寿△
- 難波剛健○
- 平沢健治
- 蓑島靖典○

2002年度（第18期）
- 五十嵐雄祐○
- 井西泰政✚
- 岩崎祐己
- 黒岩悠○
- 高野容輔
- 柴原央明
- 鈴木慶太
- 竹本貴志✚
- 田辺裕信○
- 南井大志

2003年度（第19期）
- 石橋脩○
- 加藤士津八△
- 北村浩平
- 佐久間寛志
- 生野賢一
- 高井彰大
- 長谷川浩大△
- 松岡正海○
- 南田雅昭

2004年度（第20期）
- 上野翔○
- 川田将雅○
- 高野和馬
- 丹内祐次○
- 津村明秀○
- 藤岡佑介○
- 水出大介
- 吉田隼人○

2005年度（第21期）
- 大野拓弥○
- 小島太一
- 佐藤聖也
- 鮫島良太○
- 塚田祥雄
- 中村将之○

2006年度（第22期）
- 北村友一○
- 田中克典△
- 田中博康△
- 田村太雅○
- 千葉直人△
- 船曳文士
- 的場勇人○
- 黛弘人○

2007年度（第23期）
- 池崎祐介
- 大下智
- 荻野琢真○
- 草野太郎○
- 田中健○
- 浜中俊○
- 藤岡康太✚
- 丸田恭介○
- 宮崎北斗○

2008年度（第24期）
- 伊藤工真○
- 大江原圭○
- 三浦皇成○

2009年度（第25期）
- 小野寺祐太○
- 国分恭介○
- 国分優作○
- 松山弘平○
- 丸山元気○

2010年度（第26期）
- 川須栄彦○
- 菅原隆一○
- 高倉稜○
- 西村太一○
- 平野優
- 水口優也

2011年度（第27期）
- 嶋田純次○
- 杉原誠人○
- 高嶋活士[68]
- 花田大昂[69]
- 藤懸貴志○
- 森一馬○
- 横山和生○

2012年度（第28期）
- 中井裕二○
- 長岡禎仁○
- 原田和真○
- 菱田裕二○
- 山崎亮誠

2013年度（第29期）
- 岩崎翼（現姓：和田）○
- 城戸義政○
- 原田敬伍
- 伴啓太○

2014年度（第30期）
- 石川裕紀人○
- 井上敏樹○
- 小崎綾也○
- 木幡初也○
- 松若風馬○
- 義英真

2015年度（第31期）
- 加藤祥太○
- 鮫島克駿○
- 野中悠太郎○
- 三津谷隼人

2016年度（第32期）
- 荻野極○
- 菊沢一樹○
- 木幡巧也○
- 坂井瑠星○
- 藤田菜七子
- 森裕太朗

2017年度（第33期）
- 川又賢治○
- 木幡育也○
- 富田暁○
- 武藤雅○
- 横山武史○

2018年度（第34期）
- 西村淳也○
- 服部寿希
- 山田敬士

2019年度（第35期）
- 岩田望来○
- 大塚海渡
- 亀田温心○
- 小林凌大○
- 斎藤新○
- 菅原明良○
- 団野大成○

2020年度（第36期）
- 秋山稔樹○
- 泉谷楓真○
- 小林脩斗○
- 原優介○

2021年度（第37期）
- 小沢大仁○
- 角田大和○
- 永島まなみ○
- 永野猛蔵
- 西谷凜
- 古川奈穂○
- 松本大輝○
- 横山琉人○

2022年度（第38期）
- 今村聖奈○
- 大久保友雅○
- 川端海翼○
- 佐々木大輔○
- 土田真翔○
- 角田大河✚
- 西塚洸二○
- 水沼元輝○
- 鷲頭虎太○

2023年度（第39期）
- 石田拓郎◯
- 河原田菜々◯
- 小林勝太
- 小林美駒◯
- 佐藤翔馬◯
- 田口貫太◯

2024年度（第40期）
- 石神深道◯
- 大江原比呂
- 柴田裕一郎◯
- 高杉吏麒◯
- 長浜鴻緒◯
- 橋木太希◯
- 吉村誠之助◯

2025年度（第41期）
- 上里直汰◯
- 遠藤汰月◯
- 谷原柚希◯
- 田山旺佑◯
- 舟山瑠泉◯
- 森田誠也◯
- 和田陽希◯

2025年3月時点で、○は現役騎手、△は過去の騎手免許取得者で現在は調教師免許取得者、■は過去の騎手および調教師免許取得者（現在は免許を有しない者）、✚は物故者、無印は騎手免許を現在有しない者。
既に開校40年を経過している事から、親子で競馬学校騎手課程を卒業し、それぞれ騎手としてデビューするケースが散見されるようになった。2023年までの時点で以下の例がある。
- 武藤善則（1期）・武藤雅（33期）
- 横山典弘（2期）・横山和生（27期）・横山武史（32期）
- 菊沢隆徳（4期）・菊沢一樹（32期）
- 角田晃一（5期）・角田大和（37期）・角田大河（38期）
- 小林淳一（8期）・小林凌大（35期）
- 横山義行（8期）・横山琉人（32期）
- 小林久晃（10期）・小林脩斗（36期）
- 西谷誠（11期）・西谷凜（37期）
- 和田竜二（12期）・和田陽希（41期）
- 今村康成（13期）・今村聖奈（38期）
- 石神深一（17期）・石神深道（40期）

なお、この中で親子で同時期に騎手として活動したのは横山典弘・和生（2011年3月 - ）・武史（2017年3月 - ）、西谷誠・凜（2021年3月 - 2022年10月）、石神深一・深道（2024年3月 - ）、和田竜二・陽希（2025年3月 - ）の4例となっている。

## 厩務員課程
JRAの厩務員になるためには、半年間の厩務員課程を履修しJRAの厩務員試験に合格する必要がある。応募資格として学歴・身体的特徴などの要件が定められている。応募者のうち募集資格を満たす者に対し、入学試験を競馬学校で行う。2023年春季募集までは一次試験と二次試験で行われていたが、2023年秋季募集から一発試験で行う事になった。2018年までは年齢制限（満28歳未満）が定められていたが、2019年より年齢制限が撤廃された。なお、体重や視力等の定められた要件を満たせば調教助手試験の受験資格も与えられる。
応募資格は以下の通りである。
- 競馬学校入学時に中学校卒業以上の学歴を有する者、又はこれと同等以上の学力を有すると認められる者
- 厩舎従業員として業務を行うのに支障がない者
- 競走馬・育成馬・乗馬の騎乗経験期間の合計が1年以上の者であって、単独騎乗による3種の歩法（常歩、速歩、駈歩）ができる者
- 以下のいずれにも該当しない事
  - 破産者で復権を得ない者
  - 禁錮以上の刑に処せられた者
  - 競馬法、日本中央競馬会法、自転車競技法、小型自動車競走法又はモーターボート競走法の規定に違反して罰金の刑に処せられた者
  - 法令により競馬に関与することを禁止又は停止されている者
  - 集団的に、又は常習的に暴力的不法行為その他の罪に当たる違法な行為で暴力団員による不当な行為の防止等に関する法律施行規則第1条各号に掲げるものを行うおそれがあると認めるに足りる相当な理由がある者

### 主な卒業生
※括弧内は入学年と月。
- 荒川義之（1994年10月）
- 池江泰寿（1993年4月）
- 伊藤伸一（1982年4月）
- 伊藤大士（1996年10月）
- 梅田智之（1995年7月）
- 大久保龍志（1988年9月）
- 大竹正博（1997年1月）
- 大橋勇樹（1984年7月）
- 小笠倫弘（1997年4月）
- 奥平雅士（1995年7月）
- 尾関知人（1999年4月）
- 粕谷昌央（1986年5月）
- 加藤征弘（1991年5月）
- 北出成人（1987年9月）
- 久保田貴士（1992年4月）
- 古賀慎明（1991年9月）
- 小崎憲（1991年9月）
- 小島茂之（1993年1月）
- 齋藤誠（1993年1月）
- 庄野靖志（1996年4月）
- 清水久詞（1997年1月）
- 清水英克（1984年1月）
- 鈴木孝志（1994年7月）
- 髙木登（1988年5月）
- 武市康男（1996年7月）
- 田島俊明（1991年4月）
- 手塚貴久（1989年5月）
- 友道康夫（1989年5月）
- 中尾秀正（1985年4月）
- 中川公成（1989年5月）
- 萩原清（1982年7月）
- 羽月友彦（1994年7月）
- 平田修（1983年10月）
- 堀宣行（1991年5月）
- 牧光二（1998年4月）
- 牧浦充徳（1999年10月）
- 松永康利（1989年5月）
- 松山将樹（1997年7月）
- 宮本博（1985年4月）
- 矢野英一（1996年10月）
- 矢作芳人（1984年7月）
- 吉田直弘（1995年10月）
- 和田正一郎（2002年4月）

## 主な繋養馬
- ダンスアワルツ
- ブルーショットガン
- ヴァンクルタテヤマ
- メジロアンタレス
- マイターン
- マコーリー
- ショウナンアポロン
- エキマエ
- キタサンサジン